# Pont internacional Simón Bolívar
El Pont Internacional Simón Bolívar és un pont de 300m que travessa el riu Táchira en la frontera colombiana i veneçolana, connectant la ciutat de San Antonio del Táchira a Veneçuela amb la ciutat de La Parada a Colòmbia. La primera ciutat important dins Colòmbia després de la frontera és Cúcuta.
Fins a la crisi econòmica veneçolana de mitjans de la dècada de 2010, fou un punt d'encreuament popular per Colombians per comprar a través de la frontera. El 2015, el President veneçolà Nicolás Maduro va tancar el pont al trànsit de vehicles. Des del 2017, com a mínim, el trànsit és majoritàriament de persones deixant Veneçuela.